# Зёйдерзе (проект)

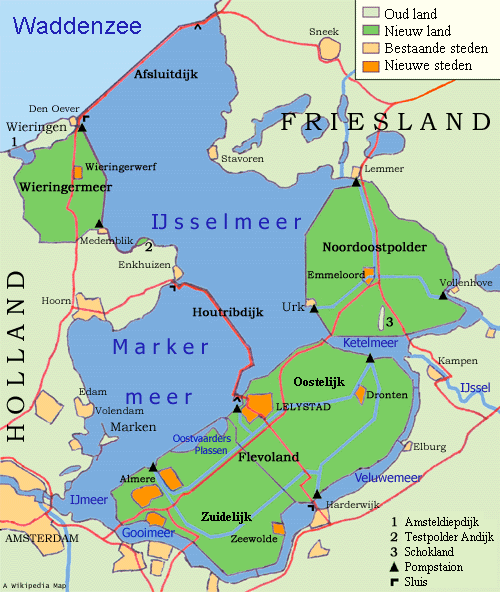
Карта проекта «Зёйдерзе»

Проект «Зёйдерзе» (нидерл. Zuiderzeewerken) — система рукотворных дамб и работ по осушению и дренажу земли, крупнейший инженерный проект Нидерландов в XX веке. Проект включал в себя постройку дамбы, отделившей Зёйдерзе от Северного моря, и превращение земель, занимаемых теперь уже внутренними водами, в польдеры. Основными целями проекта были увеличение площадей для производства продовольствия и защита от наводнений.
В 1994 году Американское общество гражданских инженеров (ASCE), внесло проект «Зёйдерзе» совместно с проектом «Дельта» в список Семи чудес света современного мира. В 1930 году голландский режиссёр Йорис Ивенс снял одноимённый документальный фильм, посвящённый проекту.

## Появление идеи

План проекта, выполненный Корнелисом Лели

Первые задумки насчет того, как обезопасить «нижние земли» от капризов стихии, возникали ещё в XVII веке, но технических возможностей для их реализации в то время ещё не было. Лишь во второй половине XIX века стали появляться первые выполнимые идеи, в том числе лёгший в основу проекта «Зёйдерзе» план инженера Корнелиса Лели (который впоследствии стал министром). В соответствии с этим планом, созданным Лели в 1891 году, между северной конечностью Северной Голландии и западным берегом Фрисландии должна была пройти огромная дамба, позволяющая создать четыре польдера по краям озера, получившего впоследствии название Эйсселмер. Между польдерами планировалось оставить две крупных полосы воды для дренажа и судоходства. Изначально площадь водной поверхности, затронутой проектом, составляла 3,5 тыс. км².
В 1913 году Корнелис Лели становится министром транспорта и общественных работ, и правительство официально начинает работать над планами по закрытию Зёйдерзе. Шторм 1916 года, прорвавший несколько дамб по берегам залива, а также боязнь массового голода в годы Первой мировой войны из-за недостатка пахотных земель показали необходимость работы в данном направлении. 14 июля 1918 года был принят Zuiderzee Act — закон, положивший начало мегапроекту.
В законопроекте были указаны три основные цели:
- Защита центральных Нидерландов от стихии Северного моря
- Увеличение поставок продовольствия путём создания новых сельскохозяйственных угодий
- Улучшение управления водными ресурсами путём создания пресноводного озера на месте солёного залива

После создания департамента по проекту «Зёйдерзе» (Dienst der Zuiderzeewerken) в мае 1919 года работа пошла полным ходом. Было решено начать не со строительства основной дамбы, а прежде провести тестовые работы — построить дамбу Амстелдипдейк по небольшому заливу Амстелдип, отделявшему остров Виринген от материковой части Северной Голландии. Постройка дамбы заняла четыре года, хотя её длина составила всего 2,5 км. Строители получили бесценный опыт, применённый ими в дальнейшем. Во время строительства дамбы методика мелиорации земель была испробована в небольшом экспериментальном польдере Андейк.

### Другие планы проекта

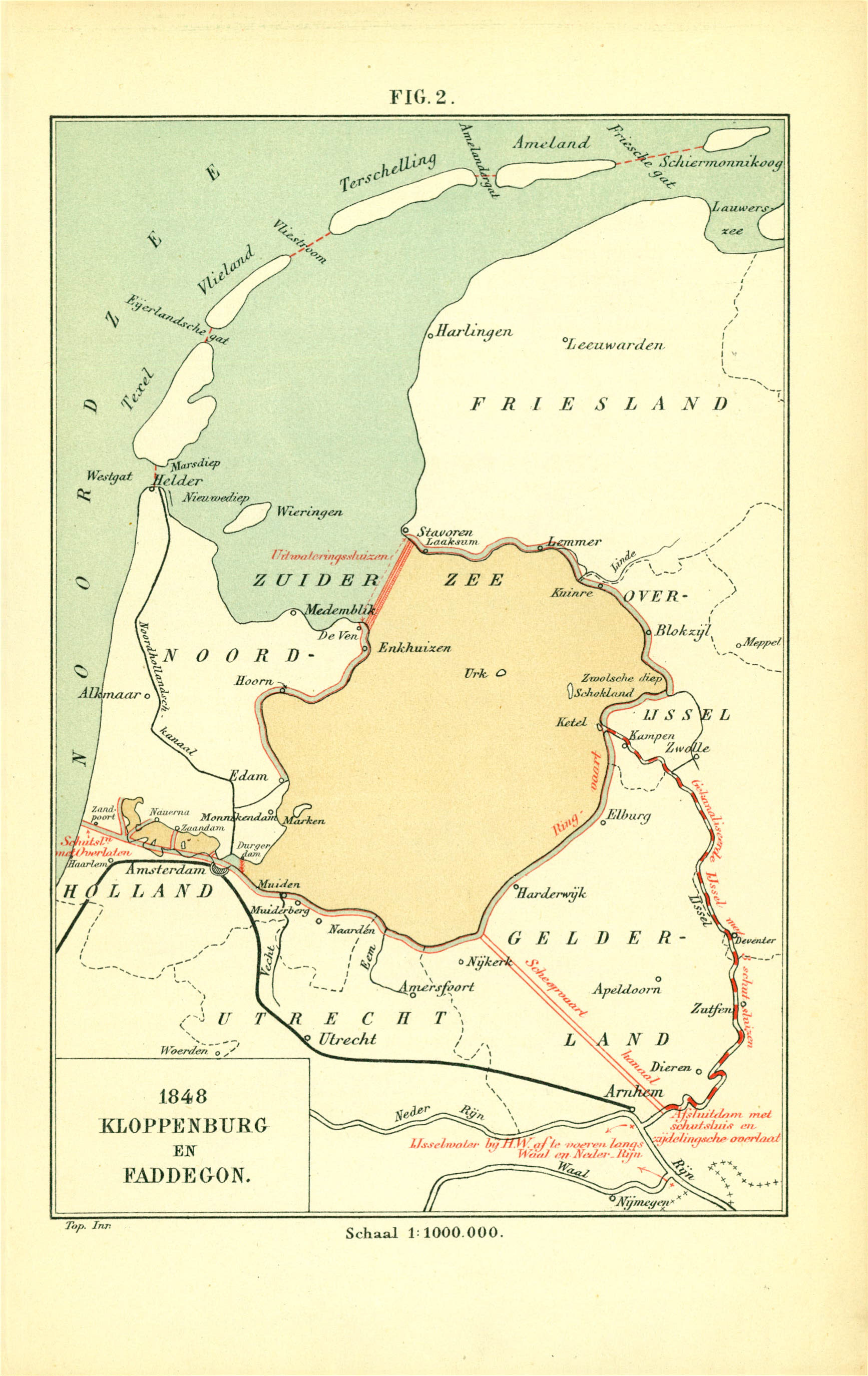
Клоппенбюрг эн Фаггедон (Kloppenburg en Faggedon), 1848
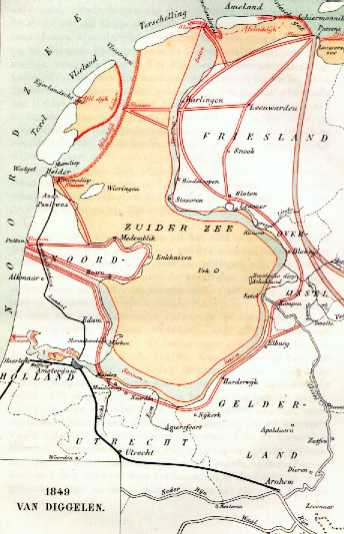
Ван Диггелен (Van Diggelen), 1849
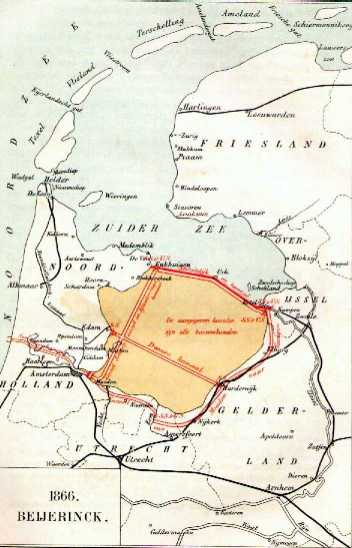
Бейеринк (Beijerinck), 1866
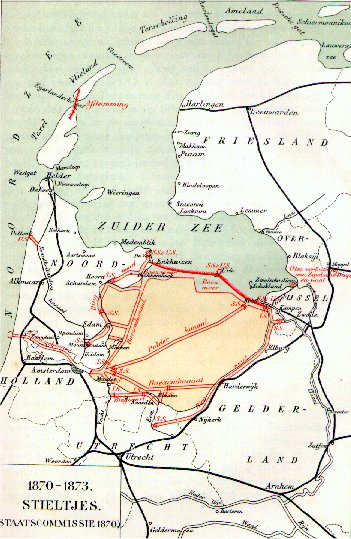
Стилтьес (Stieltjes), 1873

## Превращение Зёйдерзе в Эйсселмер

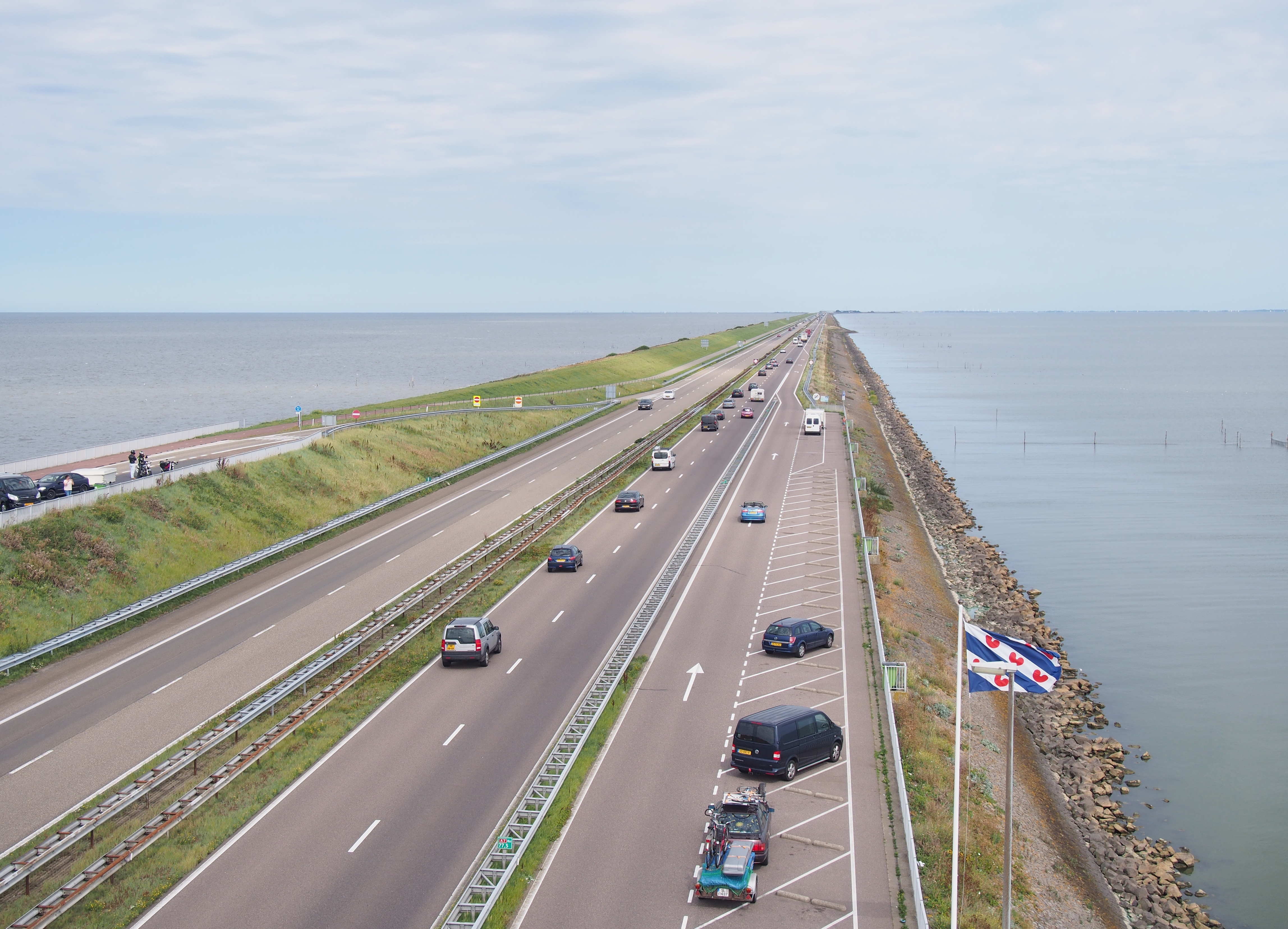
Дамба Афслёйтдейк отделяет Эйсселмер (справа) от Северного моря (слева) и защищает тысячи квадратных километров земли

Новое исследование, выполненное ввиду сомнений относительно финансовой осуществимости проекта, показало, что работы, наоборот, следует по возможности ускорить. В 1927 году приступили к выполнению основной части проекта — созданию дамбы Афслёйтдейк, которая прошла между населёнными пунктами Ден-Увер (Северная Голландия) и Зюрих (Фрисландия). Ширина дамбы составляет 90 м, изначальная высота — 7,25 м над уровнем моря, уклон стен — 25 %.
Строительство продвигалось быстрее, чем ожидали, хотя возникали и трудности: в трёх местах по ходу расположения дамбы находились более глубокие подводные желоба, где приливные течения были наиболее сильными. В результате на два года раньше запланированного, 28 мая 1932 года, последний пролив был перекрыт, и залив Зёйдерзе превратился в пока ещё солёное озеро Эйсселмер. Сама плотина была открыта 25 сентября 1933 года, после достижения требуемой высоты и прокладки автомобильной дороги.
На двух концах дамбы расположены системы шлюзов для обеспечения судоходства и прокачки воды. Южный комплекс в Дер-Увере включает в себя судоходные Стевиншлюзен (Stevinsluizen), названный в честь Хенрика Стевина (сына Симона Стевина), а также три группы по пять шлюзов для перекачки воды из Эйсселмера в Ваддензе.

## Осушение земель

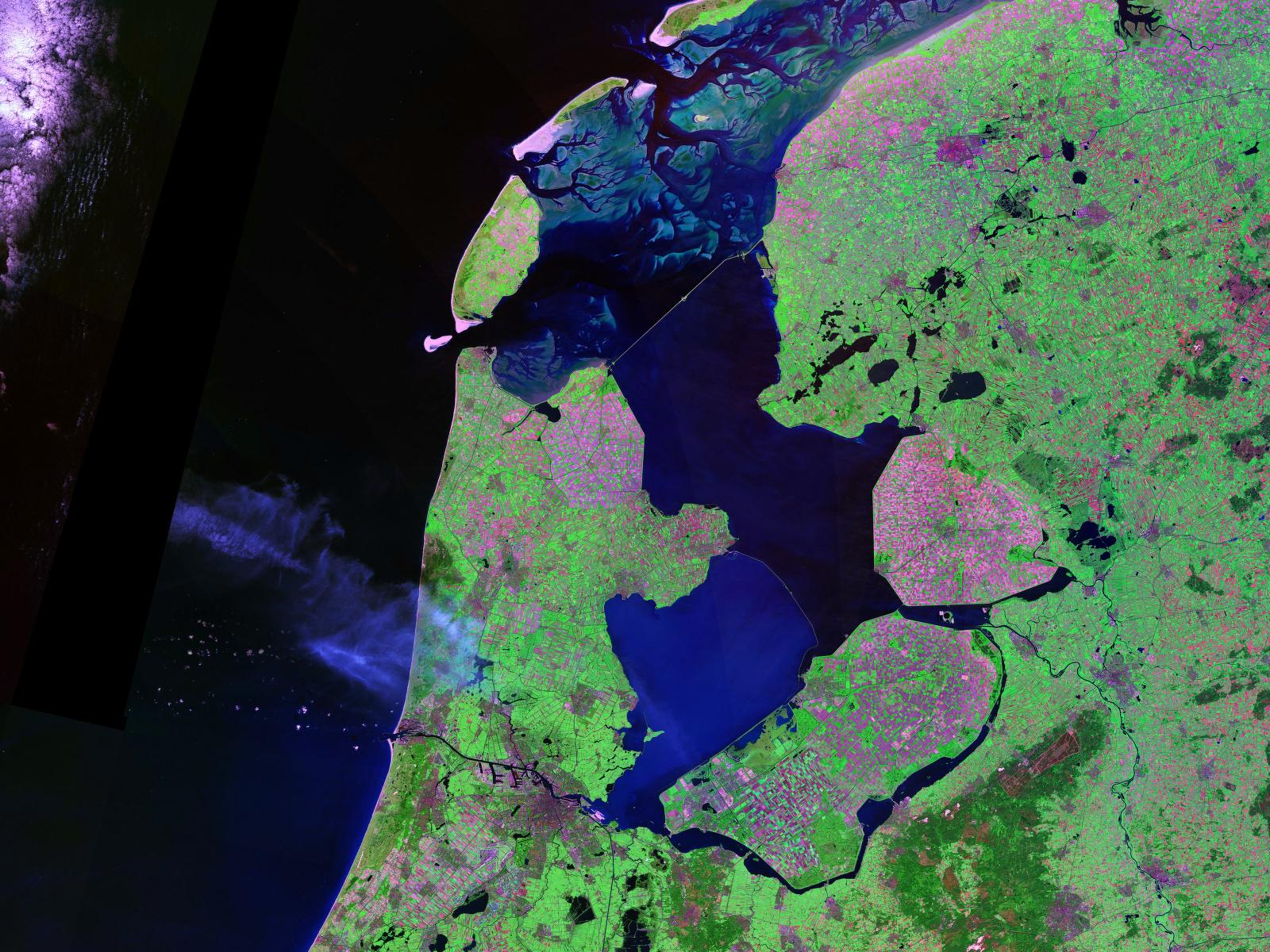
Спутниковый снимок центральной части Нидерландов. Области осушенной земли выделяются (коричневатый цвет).

В таблице сведены данные обо всех работах по строительству дамб и созданию польдеров, выполненных в рамках проекта «Зёйдерзе»:
| Название проекта              | Длина, км | Начало строительства | Конец строительства | Дата осушения   | Площадь, км² |
| ----------------------------- | --------- | -------------------- | ------------------- | --------------- | ------------ |
| Амстелдипдейк                 | 2,5       | 29 июня 1920         | 31 июля 1924        | тестовая дамба  | —            |
| Андейк                        | —         | 1926                 | 1927                | 1927            | 0,4          |
| Афслёйтдейк                   | 32        | январь 1927          | 23 мая 1932         | основная дамба  | —            |
| Вирингермер                   | 18        | 1927                 | 27 июля 1929        | 31 августа 1930 | 200          |
| Нордостполдер                 | 55        | 1936                 | 13 декабря 1940     | 9 сентября 1942 | 480          |
| Восточный Флеволанд           | 90        | начало 1950          | 13 сентября 1956    | 29 июня 1957    | 540          |
| Южный Флеволанд               | 70        | начало 1959          | 25 октября 1967     | 29 мая 1968     | 430          |
| Маркервард, дамба Хаутрибдейк | 28        | 1963                 | 4 сентября 1975     | не стали        | —            |

Методика создания польдера проста: часть Эйсселмера отгораживалась дамбой, и с огороженной территории выкачивалась вся вода. Технология была отработана на маленьком польдере недалеко от Андейка (Северная Голландия) в 1926–1927 годах. На территории 0,4 км² были протестированы эффекты дренажа почв Зёйдерзе и изучены способы конфигурации новых польдеров.
Осушение первого крупного польдера завершилось в 1930 году, а последнего — 38 лет спустя. Второй по счёту польдер — Нордостпольдер — не был полностью осушен до 1942 года и играл важную роль в голландском Сопротивлении во время Второй мировой войны, предоставляя множество мест для укрытия. После войны осушили почти 1000 км² земли (Флеволанд), на которой расположились города Лелистад и Алмере. Последний из планируемых польдеров — Маркервард — после интенсивной полемики осушен не был. В 1986 году на новых землях была основана провинция Флеволанд. Общая площадь «отвоёванной» у моря земли составила 1650 км².
На осушенной земле появились новые города, такие как Леммер, Волленхове и Блокзейл, а также бывшие островные поселения Урк, Схокланд, Веринген и другие. Но были и свои минусы — посёлок Кёйнре, некогда бывший крупнейшим портом в Зёйдерзе, пострадал больше всего, оказавшись отрезанным от воды.

### Вирингермер

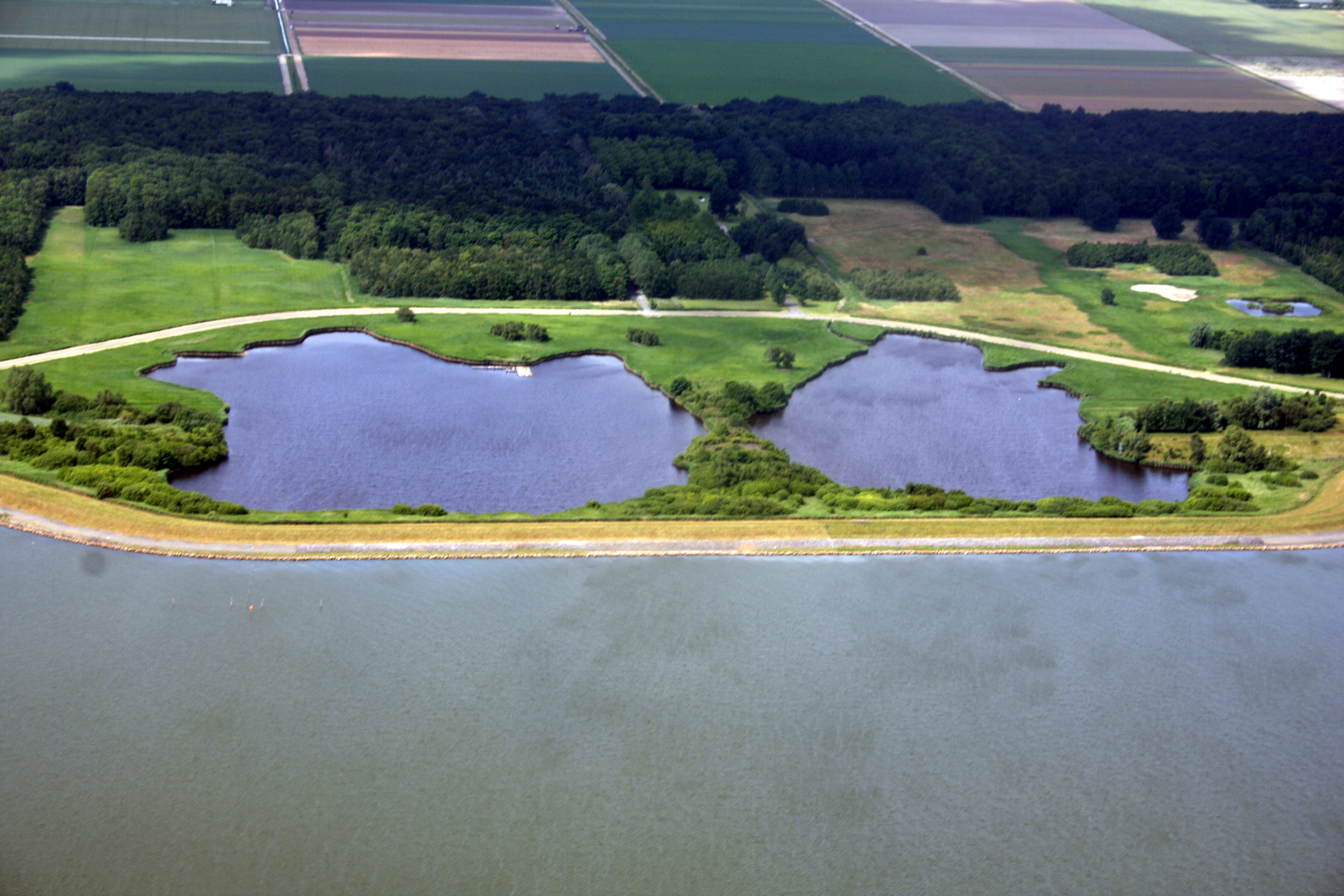
Место подрыва защитной дамбы польдера Вирингермер во время Второй мировой войны

Строительство первого из пяти планируемых польдеров на северо-западе залива началось одновременно со строительством дамбы Афслёйтдейк. Польдер площадью 200 км² появился на месте залива Вирингермер, расположенного к югу от Вирингена. Это был единственный польдер, созданный в Зёйдерзе, — остальные уже «отвоёвывались» у озера Эйсселмер.
Построение дамбы, окружающей Вирингермер, оказалось более трудной задачей, чем это было с последующими польдерами, поскольку до завершения Афслёйтдейка в заливе происходили приливы, и дамбы приходилось делать немного выше. Дамба длиной 18 км была завершена в июле 1929 года. Дренаж польдера осуществлялся насосными станциями (нидерл. gemaal) — у Ден-Увера была построена дизельная станция «Leemans», а у Медемблика — электрическая станция «Lely». Водоподъёмный механизм был основан на разновидности архимедова винта, разработанного Альбертом Болдуином Вудом. Начавшие работать в феврале 1930 года станции смогли осушить польдер за 6 месяцев непрерывной работы. Осушение в данном случае не подразумевает полное отсутствие воды — грязная поверхность польдера остаётся покрыта мелкими прудами и для дальнейшей мелиорации необходима сеть дренажных каналов, перераспределяющих воду к насосным станциям. В результате высыхания морское дно просело местами до метра, после чего дренажные каналы были заменены сетью подземных дренажных труб.
Первым на девственной земле польдера пророс тростник (хотя это больше относится к следующим польдерам). Он помог испарить воду и укрепить почву. После создания необходимой инфраструктуры тростник был заменён на рапс, превратив польдер весной в жёлтое море цветов. После этого землю засадили различными типами зерновых культур.
Будучи первым из польдеров, Вирингермер оказался наиболее близким к первоначальной концепции использования новой земли для сельского хозяйства. На его территории сформировались четыре деревни — Слотдорп (1931), Мидденмер (1933), Вирингерверф (1936) и Крейлерорд (1957). С ростом населения польдера 1 июля 1941 года он был выделен в отдельный муниципалитет провинции Северная Голландия.
Бо́льшая часть тяжёлой работы 1930-х годов по строительству Вирингермера пропала в конце Второй мировой войны. Немецкое командование 17 апреля 1945 года приказало взорвать дамбу польдера. Никто не пострадал, но Вирингермер вновь оказался под водой. По окончании войны польдер восстановили довольно быстро и уже к концу 1945 года вода была повторно откачана.

### Нордостполдер
Согласно плану 1891 года, следующий польдер должен был быть создан в юго-восточной части озера, но в 1932 году решили построить сначала польдер на северо-западе, поскольку он был меньше и, соответственно, проще в строительстве. Финансовые трудности задержали начало работ над Нордостполдером до 1936 года. Две дамбы общей длиной 55 км начинались от Леммера (Фрисландия) и от Волленхове (Оверэйсел). Ответные части строились с острова Урк. Начало Второй мировой затормозило процесс строительства и возведение дамбы было завершено лишь в декабре 1940 года. К сентябрю 1942 года 480 км² земли были осушены в достаточной мере для начала освоения земель.
Строители Нордостполдера уже имели необходимый опыт, а спокойные воды Эйсселмера упрощали задачу. Новые земли преимущественно были использованы для ведения сельского хозяйства, на менее плодородных участках был высажен лес. Земля польдеров в ходе работ принадлежала государству, но после их завершения распределилась по частным собственникам. Наводнение в странах Северного моря (1953) изменило планы правительства. Вместо того, чтобы отобрать лучших фермеров для поселения в Нордостполдере, туда переселили большое число жителей наиболее сильно пострадавшей Зеландии.
На территории польдера находятся два бывших острова: ледниковый моренный холм Урка и вытянутый Схокланд. Урк, как и до осушения земель, является рыболовецким посёлком. 3 октября 1939 года он перестал быть островом, когда дамба, идущая с севера от Леммера, была завершена. В центре польдера, где пересекаются три основных дренажных канала, расположен город Эммелорд, основанный в 1943 году. Сразу планировавшийся как единственный крупный город польдера, он служит центром местного самоуправления. Десять небольших деревень располагаются по краям польдера, первыми из них были Энс, Маркнессе и Краггенбург (1949), затем Бант (1951), Крейл и Рюттен (1953), а затем наконец Эспел, Толлебек и Нагеле (1956).
Каналы, отходящие от Эммелорда, отводят воду к трём насосным станциям «Buma» рядом с Леммером, «Smeenge» в Волленхове и «Vissering» в Урке. Первые две питаются от электричества, а третья качает воду с помощью дизельного двигателя.

### Флеволанд

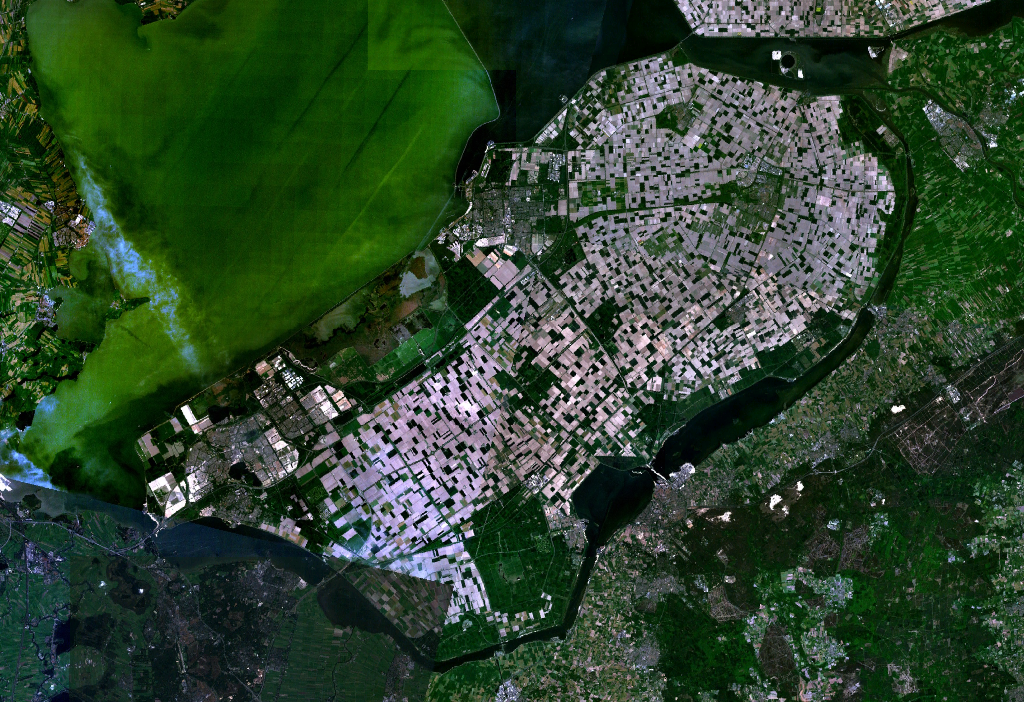
Южный и Восточный Флеволанд

#### Восточный Флеволанд
В 1950 году, после восстановления Вирингермера и возобновления работ над Нордостполдером, началось строительство крупнейшего (540 км²) польдера — Восточного Флеволанда (Oostelijk Flevoland). Дамбы строились начиная с нескольких островов на середине Эйсселмера. Как показал опыт Нордостполдера, грунтовые воды уже существующих земель стекают в низменности новой земли, вызывая дегидрацию и проседание почв. Поэтому было решено гидрологически изолировать новые польдеры от материка полосой озёр, что потребовало строительства гораздо более длинной (90 км) дамбы вокруг польдера. Планировавшийся ранее единый юго-восточный польдер решено было построить в два этапа, разделив эти две части дамбой Кнардейк для защиты второго польдера в случае затопления первого. Два основных дренажных канала, входящих в единую гидрологическую инфраструктуру двух польдеров и пересекающих дамбу Кнардейк, в случае затопления закрывались небольшими плотинами.
В 1953 году сильное наводнение обрушилось на юго-запад Нидерландов, поэтому рабочие и оборудование были переведены на восстановительные работы в дельту Рейна (которые позже вылились в проект «Дельта»). Работы над Восточным Флеволандом возобновились в 1954 году и 13 сентября 1956 года окружающая будущий польдер дамба была завершена. Откачка воды производилась до июня 1957 года тремя насосными станциями: «Wortman» (дизель, Лелистад-Хавен), «Lovink» (электрическая, Хардервейк) и «Colijn» (электрическая, на южном берегу Кетелмера). Эти станции также использовались при осушении южного польдера.
При планировании польдера была заложена возможность основать крупный город, используемый в качестве регионального центра и возможной столицы новой провинции. Этот новый город был основан в 1966 году и назван Лелистадом в честь Корнелиса Лели, одного из начинателей проекта. Другие населённые пункты были основаны раньше: Дронтен (1962), Свифтербант (1963) и Биддингхёйзеном (1963). Акценты по использованию земель сместились немного с сельского хозяйства на создание лесов и заповедников.

#### Южный Флеволанд
Строительство Южного Флеволанда (Zuidelijk Flevoland) началось в начале 1959 года. Кнардейк и 70 км новых дамб были закончены в октябре 1967 года. Благодаря единой системе Флеволандов потребовалось строительство только одной дизельной насосной станции «De Blocq van Kuffeler», хотя первичная откачка воды выполнялась только ей. К маю 1968 года 430 км² новой земли были осушены.
Из-за выгодного географического положения южного польдера относительно урбанизированных территорий центральных Нидерландов в план польдера было заложено создание крупного города Алмере, предназначенного для разгрузки населённых районов, в частности, Амстердама. Территория между Алмере и Лелистадом была выделена для размещения тяжёлой промышленности, однако оказалась невостребованной и через пару лет превратилась в заболоченную территорию. Позже она была выделена в заповедник Оствардерсплассе (Oostvaardersplassen). Центр польдера преимущественно занят полями, в юго-восточной части преобладают леса. Там же располагается населённый пункт Зеволде (1984).

### Маркервард

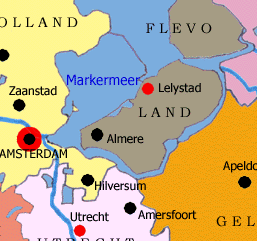
Расположение Маркермера

Пятый польдер в настоящее время не существует и, возможно, никогда не появится. Начать строить польдер на юго-западе Эйсселмера пытались несколько раз, но каждый раз предпочтение отдавалось другим польдерам. На самом деле небольшие части этого польдера, называемого Маркервард, были построены. В 1941 году началась работа над первой секцией дамбы, но оккупация страны нацистами остановила эти работы. Дамба начиналась от Маркена, последнего из островов Эйсселмера, шла около 2 км на север, где и сегодня резко обрывается. После Второй мировой войны была начата работа над восточным польдером, но про Маркен не забыли. 17 октября 1957 года дамба длиной 3,5 км соединила бывший остров с материковой частью Северной Голландии.
В 1959 году началась работа над новой дамбой, которая должна была стать то ли северной границей Южного Флеволанда, то ли южной границей Маркерварда, но выбор был сделан в пользу первого варианта. Небольшое наводнение в Амстердаме в 1960 году показало остаточную опасность большого Эйсселмера, после чего было решено разделить озеро на две части — северную часть площадью 1250 км², продолжающую называться Эйсселмер, и южную часть площадью 700 км², названную Маркермер. Для этого реализовали часть планировавшегося Маркерварда — была построена 28-километровая дамба Хаутрибдейк между Лелистадом и Энкхёйзеном, включающая два шлюзовых комплекса и шлюзы перекачки воды по обоим краям. Строительство дамбы шло медленно и заняло 12 лет (с 1963 по 1975 годы), после чего она стала использоваться в качестве важного связующего пути между северной частью Северной Голландии и востоком Нидерландов.
Однако завершение дамбы не повлекло за собой осушения польдера. Потребность в новых сельскохозяйственных площадях практически пропала, а уже существующая экологическая и рекреационная ценность Маркермера оценивалась выше, чем предполагаемые возможности Маркерварда. Существовали планы по сочетанию польдера и озера, но их экономическая эффективность была поставлена под сомнение, и проект был отложен на неопределённый срок в сентябре 1986 года.